# 科学革命
科學革命（英語：Scientific revolution），指近世歷史上，現代科學在歐洲萌芽的這段時期。在那段時期中，數學、物理學、天文學、生物學（包括人體解剖學）與化學等學科皆出現突破性的進步，這些知識改變了人類對於自然的眼界及心態。科學革命發源於歐洲發動十字軍東征與貿易，使得中東的古籍從阿拉伯被帶回來，文藝復興時代結尾之時，這個歷程一直持續到18世紀末，開始了科學進步的歷程。
科學革命的衝擊，造成啟蒙運動與工業革命的出現，影響了歐洲與人類的社會。科學革命的開始日期，史學家仍有爭議。但1543年尼古拉斯·哥白尼出版的《天体运行论》通常被認為是科學革命的起點。從1543年，一直到1632年伽利略出版《关于托勒密和哥白尼两大世界体系的对话》，這段時間，常被認為是科學革命的第一階段。在這個階段中，那時教會腐化正面臨人們的懷疑與變革，此風潮復興了古希臘與羅馬時期的舊有科學知識，被稱為是科學復興（Scientific Renaissance）。在伽利略之後，則是現代科學的興起，艾薩克·牛頓在1687年發表《自然哲学的数学原理》後，科學研究的證明方法被確定，通常被認為標誌著科學革命的完成。

## 概論
科学革命基於對中世纪古希腊研究的基础之上，並以罗马/拜占庭科学和中世纪伊斯兰科学加以阐述和进一步发展。一些學者認為傳統基督教與科學的發展有一定程度上的聯繫。
將科學發展稱為革命，這類用語起源於18世紀。如亚历克西斯·克劳德·克莱罗在1747年，稱艾薩克·牛頓的理論，造成了一個革命。這個形容詞也曾被使用於描敍安托万-洛朗·德·拉瓦節命名氧氣的成就上。19世紀時，威廉·休厄爾首次提出，歐洲在15世紀及16世紀的變化，主要來自於科學本身（或是科學方法）的變革。在20世紀時，史學家亞歷山大·夸黑首次提出科學革命這個名詞，並建立了完整的論述。
尽管科学革命的具体时间仍有争议，科学史的萌芽可能开始於14世纪，也有歷史學者认为化学和生物学的革命开始於18、19世纪。但公认的是，在16至17世纪之间，物理学、天文学、生物学、数学、醫學以及化學的思想都经历了根本性的变化，由中世紀的觀點轉變為現代科學的基礎，不论是在各个独立的学科内，更是在对整个宇宙的认知中。

## 根源
近代科學革命是西方文明特有的產物，這可能是因為只有在当时西方地理條件下有大量不同的思想接觸，科學家、哲學家、鉅商匠人三者才能實現統一的進步。在那時神學與煉金術等對知識體系還佔據主導地位，基督教意圖強烈的追求傳教活動帶來了文化交流，其後中東的羅馬古籍與歐洲教義記載不符，引發了劇烈的思考，改變西方文明對現實世界的態度，實現了思想和勞動的結合，實作精神奠定了科學的基礎，來自中國的紙與印刷術也推動了科學的發展。
科學革命發生在西方的原因包括：
- 文藝復興時期人文主義的學術成就使人民更加重視古希臘及古羅馬文明遺留下來的學術成果。
- 西歐寬鬆的社會氛圍使工匠和學者的聯繫加強。
- 地理大發現和海外地區的開闢使商業和工業對技術提出更高的需求，技術進步又促進了科學的發展，科學的發展同時亦促進了技術的進步。[8]

## 现代科学方法论的思想历史
从17世纪开始，在以培根为代表的思想家们所倡导的科学方法论观念影响下，基于系统化实验方法论与实践哲学的研究传统逐渐被科学界接受。培根提倡的是一种使用归纳方法获取知识的哲学——即，相对而言，不是像亚里斯多德那样强调主观认知的宇宙世界观体系，并试图摆脱亚里斯多德经典逻辑三段论为中心的古典方法论的束缚，而是尝试以开放的心态观察现实世界。——与早期的亚里士多德演绎方法形成对比，通过这种方法对已知事实的分析，产生了对于现实自然世界更为深刻真实的认知。在此基础之上，在现代科学方法论的沿革历史中，许多科学家和哲学家认为需要将归纳法哲学与演绎法哲学两者健康地结合起来——既愿意质疑既有成见与自然哲学观念体系（即，从现实世界客观现象进行归纳研究），同时也愿意从抽象哲学出发对于现象进行理论性推演（即，从概念出发而进行演绎法哲学的研究）。
到科学革命结束时，在主流自然哲学家的世界观体系中，自然世界已经变成了一个机械的（即认为自然世界有着精确的数理逻辑规律）、数学的世界，可以通过实验研究来了解。虽然牛顿科学并非在所有方面都与现代科学一模一样，但它在许多方面在概念上与我们今天的科学相似。现代科学的许多特征，尤其是在制度化和专业化方面，到19世纪中叶成为标准。
英国经验主义一词开始用于描述其创始人弗兰西斯·培根（被描述为经验主义者）和勒内·笛卡尔（被描述为理性主义者）之间的哲学差异。

### 培根的贡献
弗兰西斯·培根是建立科学调查方法的关键人物。科学革命的哲学基础由被称为现代科学方法论之父的弗朗西斯·培根提出。他的著作建立并推广了科学探究的归纳方法，通常称为培根方法，或直接称为科学方法。他对研究所有自然事物的计划程序的要求，标志着科学修辞和理论框架的新转变，其中许多内容仍符合如今正确方法论的概念。
培根提出了对所有知识过程的重大改革，以促进神学和人学的进步，他称之为《The Great Instauration》（即《大变革与大复兴》，其中包含了变革与复兴两层涵义）。培根认为，这种改革将导致科学的巨大进步和后世的技术新发明，从而减轻人类的苦难，并满足人类饥渴与物质需求。他的《新方法论》（Novum Organum）于1620年出版。他认为人是“自然世界的管家和解释者”，“知识和力量是同义词”，“效果是通过方法和工作产生的”，以及“人的作为只能是控制自己的身体与行动；而自然世界则内在地完成其余部分的工作”；人“只有服从自然才能指挥自然”。总之，这是培根的哲学摘要，即通过对自然的了解和正确方法的使用，人类可以支配自然世界的自然工作以产生确定的结果。因此，人通过寻求对自然的认识，可以达到对自然的控制——从而重新建立因堕落而失去的“人之国度”与人的原始纯洁。他相信，通过这种方式，人类将摆脱无助、贫困和苦难的境地，同时进入和平、繁荣和安全的境地。
为了获得关于自然的知识和控制自然的能力，培根在《新方法论》（作为《大变革与大复兴》书集中影响最深远的一部书）这部作品中概述了一种新的逻辑系统，他认为它优于旧的亚里斯多德经典逻辑三段论方法。对培根来说，哲学家应该通过归纳推理的方法，从事实到规律，再到物理定律；然而，在开始这种归纳之前，研究者必须将他或她的思想从某些歪曲事实的错误观念或倾向中解放出来。特别是，他发现从前的哲学过于专注于文字，尤其是话语和辩论，而不是实际观察物质世界：“从而使哲学和科学变得狡猾和不活跃。”
培根认为科学最重要的是不要继续进行空泛的智力讨论或仅仅以默想为目标，而应该通过提出新的发明来改善人类的生活；为此，他探索了技术发明的深远意义和改变世界的特征，例如印刷机、火药和指南针。

## 進程

### 16-17世紀
近代科學最主要的進步發生在天文學領域，哥白尼接受了一些古代哲學家的觀點，認為太陽而非地球是宇宙中心。伽利略使用當時新發明的望遠鏡，以經驗支持哥白尼。

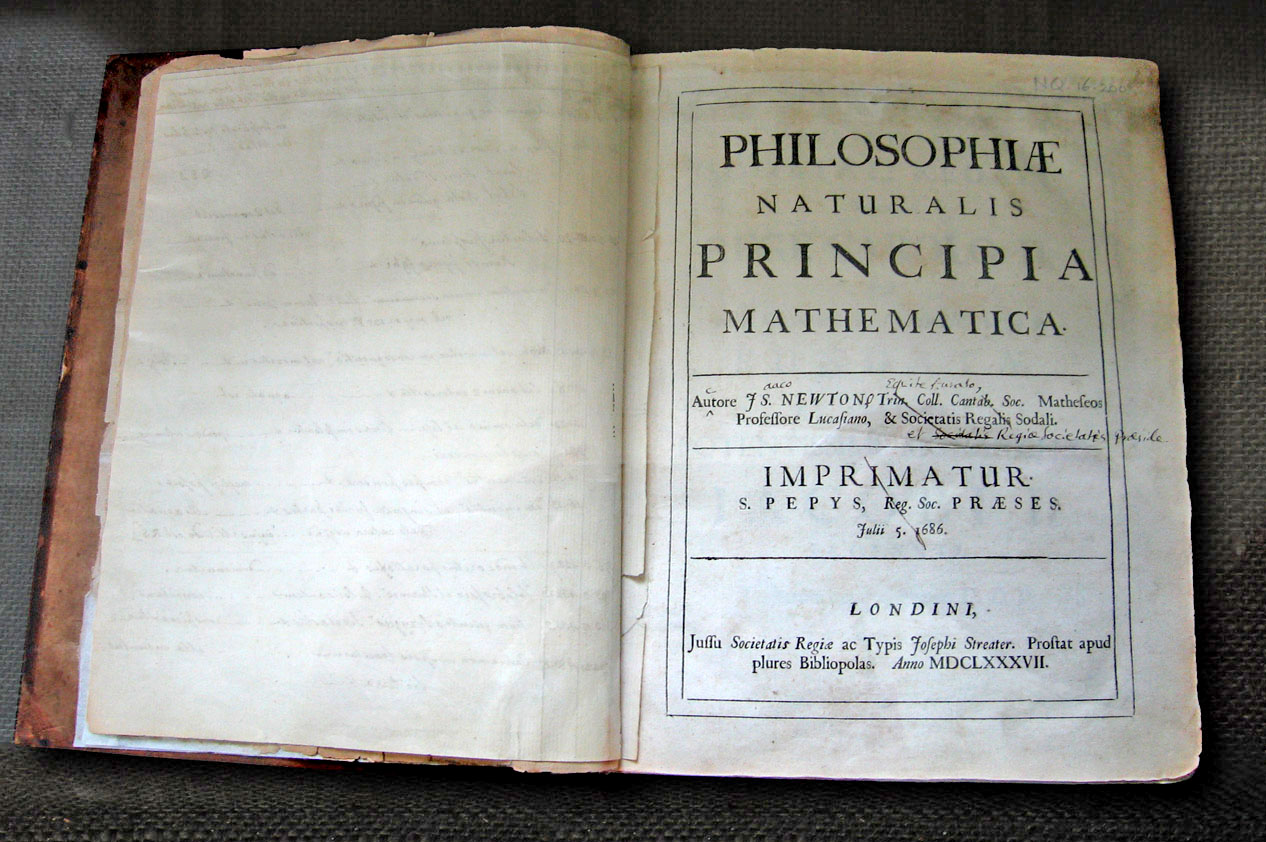
牛頓的《自然哲学的数学原理》提出萬有引力定律

科學早期階段最傑出的人物是牛頓，他在光學、流體力學、數學方面的工作都具有開創性，除此之外，他還在《自然哲学的数学原理》提出了萬有引力定律。人們開始把牛頓的物理學分析法應用於整個人類社會。
宇宙中物質的每個粒子都對其他每個粒子有引力；引力與兩個粒子之間距離的平方成反比，與它們的質量成正比。——艾碩·牛頓

### 18-19世紀
後期開始的工業革命與科學革命之間相互影響，1769年，瓦特改良的蒸汽機為工業革命提供了相對無限的動力。如果沒有科學革命，工業革命完全有可能在紡織品生產加速後逐漸消失，就如同中國歷史上所發生的那樣。

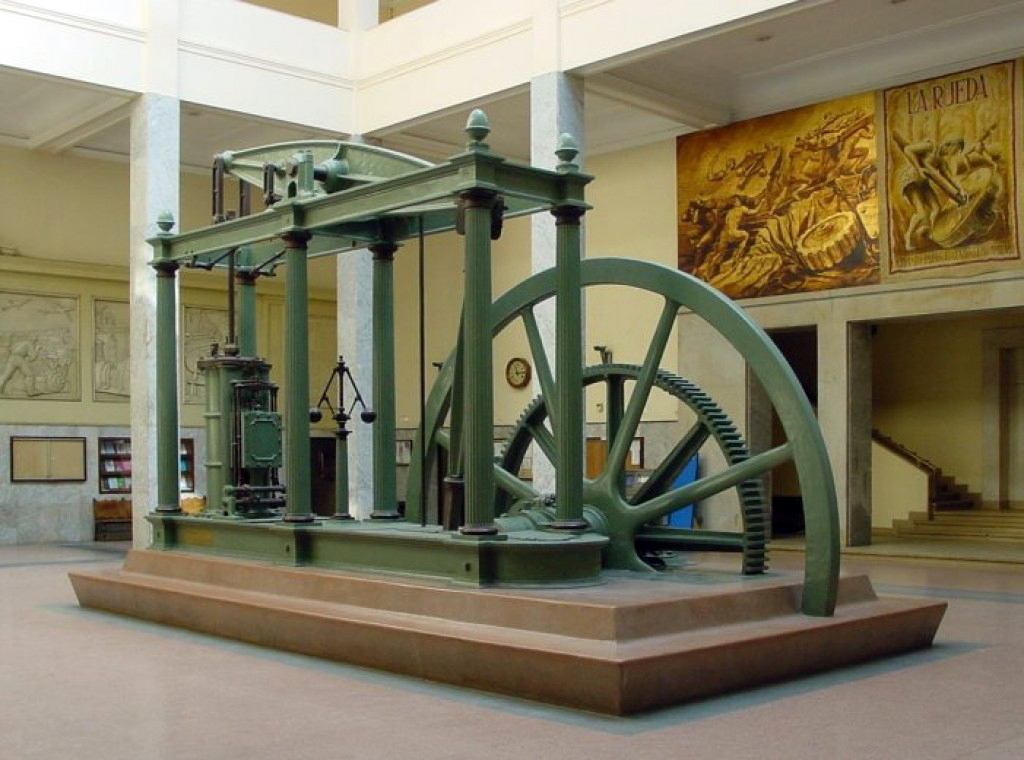
瓦特蒸汽機

19世紀前期化學受紡織業迅速發展的影響成為當時進步最大的一門科學。安東尼·拉瓦節提出物質守恆定律：在一系列化學反應中，儘管物質的形態可能發生變化，但它的數量不會變。
達爾文在19世紀發現人類本身的進化規律，其學說雖然在後來研究的基礎上得到了詳細的修改，但其要點實際上已為當時所有科學家所接受。但是在某些領域，特別是在教士中間，存在著激烈的反對意見。達爾文主義廢黜了人類在地球歷史上的中心地位。後來，達爾文的學說被應用到社會舞台上，被稱作社會達爾文主義。

## 意義
- 科學革命使科學成為西方社會日益重要的一部分，它創造了全新的工業、影響了人們的生活及思維方式。
- 科學革命從技術上讓歐洲建立世界霸權成為可能，並在很大程度上決定了霸權的性質和作用。在藝術、宗教或哲學方面東西方民族做出了相似的貢獻，但是在科學和技術方面，只有西方掌握了自然界的種種規則，並利用其促進人類物質世界的進步。[8]

## 科学的发展
十六至十九世纪时的科学思想和科学家包括：
- 尼古拉斯·哥白尼，1543年出版了《天体运行论》，提出了日心说理论，質疑天主教的「地球中心說」，史稱「哥白尼革命」。
- 安德烈·维赛留斯，1543年出版了《人体构造》，解释了血液在人体内循环的过程，还从解剖尸体组装了第一副人类骨架。
- 威廉·吉尔伯特，1600年出版了《论磁石》是物理学史上第一部系统阐述磁学的科学专著。
- 第谷·布拉赫，对16世纪末期所认知的星体进行了详细并且准确的观测，为开普勒的研究提供了基本数据。
- 弗兰西斯·培根，企图通过分析和确定科学的一般方法和表明其应用方式，给予新科学运动以发展的动力和方向。發明「歸納法」，出版《新工具》一書
- 伽利略·伽利莱，改进了望远镜，并对金星和木星的卫星进行了准确的观测，於1610年发表观测结果。通过理论分析与实验推翻了被奉为圭臬的亚里斯多德的力学体系并建立了近代力学。
- 约翰内斯·开普勒，1609年发表了关于行星运动的两条定律，1618年发现了第三条定律，就是后来被称为“开普勒定律”的行星三大定律，说明了行星围绕太阳旋转的理论。
- 威廉·哈维，通过解剖等手段展示了血液的循环。
- 勒奈·笛卡尔，是演绎推理的先驱，1637年出版了《方法论》。
- 安东·范·列文霍克，建造了高清晰度的单显微镜，研究了毛细管循环和肌肉纤维。他观察了血球、精子与细菌，并绘出了它们的形象。於1683年发现了细菌。
- 艾萨克·牛顿，1687年7月5日发表的《自然哲学的数学原理》裡提出的万有引力定律以及他的牛顿运动定律是经典力学的基石。牛顿还和莱布尼茨各自独立地发明了微积分。